# Carlos Posadas
Carlos Posadas fue un destacado músico argentino de tango del siglo XIX de origen afroamericano.

## Biografía
Carlos Posadas nació en la Ciudad de Buenos Aires el 2 de diciembre de 1874, hijo del músico, periodista y militar Manuel G. Posadas y de Emilia Smith. Era hermano de Manuel Posadas, quien también destacó en la música porteña y que fue su primer maestro de violín, del cual era ejecutante con una sólida formación académica.
Se casó con Mercedes Sumiza y tuvo varios hijos: Manuel Carlos (quien fue músico de jazz), Luis María, Emilia,Mercedes, Haydée, Delia, Adela y Julia. Vivían en una casa de la calle Talcahuano 280.
Si bien su mayor contribución a la música fue como compositor, Carlos Posadas integró como violinista en distintos momentos de su corta trayectoria distintas agrupaciones orquestales consagradas a la opereta y a la zarzuela, entre ellas la orquesta del maestro Penella actuando en el teatro Avenida en 1917.
Como ejecutante de tango dirigió algunas orquestas, tocando el violín o el piano, en bailes de carnaval y en algunos escenarios porteños. Como guitarrista, instrumento del que era eximio ejecutante, actuó en el Ópera en la famosa compañía de Madame Berthe Rassimi.
Junto a los hermanos Juan José Castro (1895-1968), destacado compositor y director de orquesta, y José María Castro, Posadas actuaba frecuentemente en servicios religiosos. Juan José Castro, quien también había sido discípulo de su hermano Manuel, le dedicó el tango ¡Qué titeo!. 
Actuó también en un trío con Ennio Bolognini (chelo) y Pizzapia (piano) en las primeras salas cinematográficas de la ciudad.
El "Negro Posadas" era junto a otros ejecutantes de raza negra como Alejandro Vilela, Tiburcio Silbarrio, Rosendo Mendizábal, Harold Phillips y Juan Santa Cruz, uno de los habituales intérpretes que amenizaban las llamadas "academias de baile" y cafés de la ciudad y concretamente de la casa de bailes de La Morocha Laura Montserrat y "lo de Hansen".
Fue maestro de muchos músicos e instrumentistas, entre ellos la renombrada concertista María Luisa Anido. Carlos Posadas mantuvo amistad con renombrados músicos de tango de la época, como Juan Bergamino (1875-1959), padrino de su hijo Carlos y a quien había conocido en la Asociación Guitarrística Argentina, el violinista Ernesto "El Rengo" Zambonini (con quien solía encontrarse en el café El Maratón, de Costa Rica y Canning) y Juan "Pacho" Maglio (con quien solía reunirse en el Garibotto, de Pueyrredón y San Luis donde su amigo tocaba hacia 1910).
Con la ventaja de su formación académica, era habitual que Posadas fuera quien trasladara al pentagrama muchas de las composiciones de sus amigos, como el caso de Bergamino e incluso en ocasiones Maglio.
Como compositor se lo considera uno de los autores de mayor originalidad en la historia del tango en tanto precursor de la corriente "evolucionista", línea estética que creó habrían de transitar luego famosos ejecutantes, como Agustín Bardi, José Martínez, Roberto Firpo, Juan de Dios Filiberto y Horacio Salgán.
Pocas de sus composiciones constan en los registros de la Biblioteca Nacional, solo unas pocas de partituras y las escasas grabaciones que se conservan. Otros nombres se conocen por referencias de sus contemporáneos. Algunas de sus obras son: 
Tangos editados por J. A. Medina e Hijos:
- El Toto (dedicado a su sobrino A. Valdez, hijo)
- El Taita
- El Calote
- La Llorona (dedicado a Aída Campos)
- Igualá y Largá
- Si me querés, decime
- El Gringo (dedicado a Juan Bergamino)
- El Talero

Tangos posteriores:
- Cordón de Oro (dedicado a su discípulo y amigo Alberto Cattáneo)
- Don Héctor (dedicado a Héctor Rodríguez)
- El Biguá (dedicado a Luis y Pedro Zabalía)
- El Chacarero (dedicado a su amigo Juan B. Martínez)
- Guanaco (dedicado a  Honorio Valdéz)
- Jagüel (dedicado a su amigo Teodoro Argerich)
- El Tamango (dedicado a su amigo Carlos Garibotto)
- Tímido (dedicado al jockey Francisco Liceri)
- El Ventilador (dedicado a Ricardo Galup Lanús)
- Enriquito (dedicado a su amigo Enrique Klappenbach Piñeiro)
- Fatal herida
- Indio Muerto
- La Tacuarita (dedicado a su amigo Carlos La Rosa)
- Pituca
- El Retirao (dedicado a su amigo Argentino Tarantino)
- Teodorito (dedicado a su amigo Teodoro Teodorito Argerich, hijo)
- Un Reculié (dedicado al discípulo y amigo Alfredo M. Ferré)
- Marta (dedicado a Alberto Caprile)
- El Flaco (dedicado a su discípulo y "mejor amigo" Bernardo Bulando)
- Mi Doctor
- Mi Porota (dedicado a su hija Haydée Enriqueta)
- Mi Ricurita
- Qué Parada
- Tené Paciencia
- El Simpático (dedicado al "simpático compositor" Agustín Jaurigue).
- Catita (dedicado a Aristóbulo J. Delfino)

Otros tangos nunca fueron publicados, entre ellos Cuarteto Pacho, Nicucho, La Pera de Cesáreo, Cuartelera, El Protegido, Mi Compadre. Escribió también al menos una mazurca, Mi Comadre, y un vals, Pitita. En una entrevista concedida años después por su hijo Carlos a León Benarós, afirmaba que los temas inéditos de su padre habían sido entregados a Aníbal Troilo.
Cuatro de sus tangos destacan: Retirao, grabado por Carlos Di Sarli con su orquesta el 11 de diciembre de 1939 y luego por Troilo el 10 de julio de 1957, El jagüel, grabado por Troilo en 1941, por Di Sarli en 1943, 1952 y 1956 y por Juan D'Arienzo en 1967, Cordón de oro (Troilo en 1941 y D'Arienzo en 1967) y El tamango (Troilo en 1941 y D'Arienzo en 1967).
Falleció en Buenos Aires, donde vivía en la calle Esmeralda N° 215, el 12 de noviembre de 1918, joven aún, a raíz de trastornos cerebrovasculares.